# Cape Peninsula University of Technology
Die Cape Peninsula University of Technology, kurz CPUT, ist eine technische Universität in Kapstadt in der südafrikanischen Provinz Westkap.
Der Universität gingen zwei Colleges voraus, das Cape Technical College, gegründet 1920, und das Peninsula Technical College, gegründet 1962 für Coloureds. 1967 wurde der Campus des Peninsula Technical College aus dem Zentrum von Kapstadt nach Bellville verlegt. 1979 erhielten beide Einrichtungen den Status einer technischen Universität. In den Folgejahren wuchsen beide Universitäten, im Jahr 2005 wurden sie nach einem vierjährigen Prozess unter dem Namen Cape Peninsula University of Technology zusammengelegt.

## Organisation
Die CPUT wird von einem Vizekanzler geleitet, zum Management gehören im Weiteren drei stellvertretende Vizekanzler, ein Studiendekan, ein CFO sowie ein Prüfungsbeamter. Der Kanzler hat repräsentative und symbolische Aufgaben. Die Leitung ist dem Universitätsrat verantwortlich, der die Leitlinien festlegt sowie die Finanzplanung und akademische Angelegenheiten verantwortet.
Es gibt sechs Fakultäten:

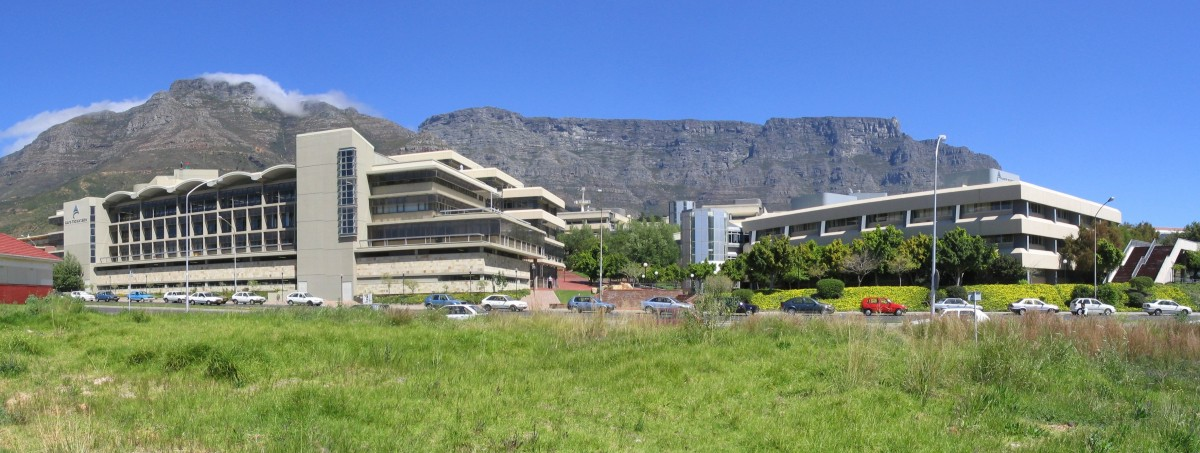
Der Campus der CPUT

- Fakultät für Wirtschaftswissenschaft
- Fakultät für Ingenieurwissenschaften
- Fakultät für Design und Informatik
- Fakultät für Gesundheitswissenschaften
- Fakultät für Erziehungswissenschaft und Sozialwissenschaft
- Fakultät für Angewandte Wissenschaft.

Die Fakultäten sind unterteilt in Departments. Darüber hinaus bietet die CPUT Short Courses in drei Zentren an, dort können in einem Teilzeitstudium Zertifikate erworben werden. Neben den Campusbereichen Kapstadt und Bellville gibt es noch die Campus Mowbray, Granger Bay und Wellington.